# 里奇蘭 (密蘇里州)
里奇蘭（英語：Richland）是位於美國密蘇里州康登縣、拉克利德縣及普瓦斯基縣的城市。

## 人口
根據2020年美國人口普查的數據，里奇蘭的面積為5.93平方千米，當中陸地面積為5.87平方千米，而水域面積為0.06平方千米。當地共有人口1734人，而人口密度為每平方千米292人。